# Provinz Dewa

Provinz Dewa (rot) mit der späteren Provinz Ugo im Norden und der späteren Provinz Uzen im Süden

Dewa (jap. 出羽国, Dewa no kuni), auch bekannt als Ushū (羽州), ist eine der historischen Provinzen Japans. Heute liegen auf dem Gebiet die Präfektur Yamagata und die Präfektur Akita (außer der Städte Kazuno und Kosaka).
Dewa wurde 708 von der Provinz Echigo abgespalten und dehnte sich dann langsam nach Norden aus, während die im nördlichen Honshū heimischen Ainu durch die Japaner zurückgedrängt wurden. Bis zur Heian-Zeit wurde sie bei gleicher Schreibweise Provinz Ideha genannt.
In der Sengoku-Zeit wurde der südliche Teil der Provinz vom Mogami-Klan und der nördliche von den Akita gehalten. Beide Familien hatten in der Schlacht von Sekigahara für Tokugawa Ieyasu gekämpft.
In der Meiji-Zeit wurde die Provinz in die Provinzen Uzen (羽前国, dt. „Vorder-Dewa“) und Ugo (羽後国, dt. „Hinter-Dewa“) aufgespalten.

## Schreine
Folgende Schreine sind im Götterverzeichnis Jimmyōchō des Engishiki für Dewa verzeichnet:
- Ōmonoimi-jinja (大物忌神社; heute: Chōkaisan-Ōmonoimi-jinja (鳥海山大物忌神社)) im heutigen Yuza, Akumi-gun, Yamagata: ein Myōjin Taisha
- Omonoimi-jinja (小物忌神社) im Akumi-gun (heute: Yamadate, Sakata, Yamagata)
- Gassan-jinja (月山神社) im Akumi-gun (heute: Tachiyazawa, Shōnai, Yamagata): ein Myōjin Taisha
- Oga-jinja (遠賀神社) im Tagawa-gun (heute: 3 ronsha (論社)) in den Stadtteilen Inooka, Ogawara und Tonojima von Tsuruoka, Yamagata
- Yuzusame-jinja (由豆佐売神社) im Tagawa-gun (heute: Yutagawa, Tsuruoka, Yamagata)
- Ideha-jinja (伊弖波神社, heute: 出羽神社) im Tagawa-gun (heute: Tōge, Haguro-machi, Tsuruoka, Yamagata)
- Shioyuhiko-jinja (塩湯彦神社) im Hiraka-gun (heute: Omatsukawa, Sannai, Yokote, Akita)
- Haushiwake-jinja (波宇志別神社, heute: Horowasan-Haushiwake-jinja (保呂羽山波宇志別神社)) im Hiraka-gun (heute: Yasawagi, Ōmori-machi, Yokote, Akita)
- Soegawa-jinja (副川神社) im Yamamoto-gun, wobei von diesem heute 4 ronsha (論社) existieren:
  - Soegawa-jinja im heutigen Uraō-machi, Hachirōgata, Akita
  - Takerokusho-jinja (嶽六所神社) im heutigen Jingūji, Daisen, Akita
  - Hachiman-jinja (八幡神社) im heutigen Jingūji, Daisen, Akita
  - Soegawa-shinmeija (添川神明社) im heutigen Soegawa, Akita, Akita

Der Gassan-jinja und der Ideha-jinja sind beides Schreine der Drei Berge von Dewa.
Der Erste Schrein (ichi no miya) – im Sinne von oberster Schrein – der Provinz war der Ōmonoimi-jinja. Der honden (Hauptschrein) befindet sich auf dem Gipfel des Chōkai-san und zu Füßen die beiden kuchi no miya (satomiya, dt. „Dorfschrein“, im Sinne von „vom Dorf aus leichter zugänglich“) Fukura (吹浦) und Warabioka (蕨岡). Beide stritten sich darum der Erste Schrein zu sein, bis das Tokugawa-Shōgunat den Ōmonoimi-jinja auf dem Berggipfel als Ersten Schrein der Provinz festlegte. Der Zweite Schrein der Provinz war der Kinowa-jinja (城輪神社), ein sessha des Ōmonoimi-jinja. Der Dritte Schrein der Provinz war der Omonoimi-jinja.